# Anoplolepis carinata
Anoplolepis carinata é uma espécie de formiga do gênero Anoplolepis, pertencente à subfamília Formicinae.